# خط لوله دولت‌آباد–سرخس–خانگیران
خط لوله دولت‌آباد-سرخس-خانگیران (انگلیسی: Dauletabad–Sarakhs–Khangiran pipeline) خط لوله انتقال گاز طبیعی به طول ۱۸۲ کیلومتر است، که از میدان گازی دولت‌آباد در کشور ترکمنستان آغاز شده و پس از گذر از سرخس، ترکمنستان، در منطقه خانگیران به خط لوله سراسری گاز ایران متصل می‌شود. ظرفیت انتقال گاز طبیعی این خط لوله روزانه معادل ۳۵ میلیون متر مکعب می‌باشد.